# Dhatau
Dhatau è una suddivisione dell'India, classificata come census town, di 5.035 abitanti, situata nel distretto di Raigad, nello stato federato del Maharashtra. In base al numero di abitanti la città rientra nella classe V (da 5.000 a 9.999 persone).

## Geografia fisica
La città è situata a 18° 25' 15 N e 73° 09' 28 E.

## Società

### Evoluzione demografica
Al censimento del 2001 la popolazione di Dhatau assommava a 5.035 persone, delle quali 2.815 maschi e 2.220 femmine. I bambini di età inferiore o uguale ai sei anni assommavano a 680, dei quali 377 maschi e 303 femmine. Infine, coloro che erano in grado di saper almeno leggere e scrivere erano 3.623, dei quali 2.188 maschi e 1.435 femmine.